# NGC 7376
NGC 7376 este o galaxie situată în constelația Pegas. A fost descoperită în 29 august 1864 de către Albert Marth.